# Kelly Overett
Kelly Overett (* 19. März 1972 in Ipswich, Suffolk, England) ist eine britische Sängerin und Tänzerin.

## Leben
Overett tanzte seit ihrem 17. Lebensjahr in einigen TV-Shows. Bekannt wurde sie als Tänzerin der Gruppe SL2. In der Eurodance-Gruppe Cappella tanzte sie von 1993 bis 1995 an der Seite von Rodney Bishop. Danach arbeitete sie an einer Gesangskarriere und veröffentlichte am 31. Juli 1995 ihre bisher einzige Single Follow Your Heart unter dem Künstlernamen „Kelly O“. Der nur im Vereinigten Königreich erschienene Eurodance-Track konnte sich nicht in den Charts platzieren.